# Wowkowynci
Wowkowynci (ukr. Вовковинці) – osiedle typu miejskiego na Ukrainie w rejonie chmielnickim, obwodu chmielnickiego.
Znajduje tu się stacja kolejowa Komariwci, położona na linii Odessa – Lwów.
Do 2020 w rejonie derażniańskim.